# مركز الضغينة للتدريب
مركز الضغينة للتدريب (بالإنجليزية: Grudge Training Center)‏ كان مركزًا للتدريب على فنون القتال المختلطة أسسه المدرب تريفور ويتمان في عام 2009.